# I-League 2012-13
I-League 2012–13 là mùa giải thứ sáu của I-League, giải bóng đá dành cho các câu lạc bộ Ấn Độ, kể từ khi thành lập năm 2007. Mùa giải bắt đầu ngày 6 tháng 10 năm 2012 và kết thúc ngày 12 tháng 5 năm 2013 với việc Churchill Brothers trở thành nhà vô địch ở vòng đấu 25.
Dempo là đương kim vô địch, sau khi giành chức vô địch I-League thứ 3 tại mùa bóng trước.
Ngày 29 tháng 12 năm 2012, Mohun Bagan bị cấm thi đấu 2 năm ở I-League theo quyết định của ủy ban I League. Đó là vì đội bóng không xuất hiện trong hiệp hai trận đấu với East Bengal vì rắc rối đám đông. Tất cả các kết quả ở I-League đều để trống và tất cả các trận đấu còn lại bị hủy bỏ. 
	
Nhưng ngày 15 tháng 1 năm 2013, Mohun Bagan khiếu nại quyết định đó, và được thi đấu lại, nhưng khởi đầu với 0 điểm.

### Sân vận động và địa điểm
| Đội bóng           | Địa điểm            | Sân vận động            | Sức chứa |
| ------------------ | ------------------- | ----------------------- | -------- |
| Air India          | Mumbai, Maharashtra | Balewadi Sports Complex | 22,000 # |
| Churchill Brothers | Salcette, Goa       | Sân vận động Duler      | 6,000 #  |
| Dempo              | Panjim, Goa         | Sân vận động Duler      | 6,000 #  |
| East Bengal        | Kolkata, Tây Bengal | Sân vận động Salt Lake  | 120,000  |
| Mohun Bagan        | Kolkata, Tây Bengal | Sân vận động Salt Lake  | 120,000  |
| Mumbai             | Mumbai, Maharashtra | Balewadi Sports Complex | 22,000 # |
| ONGC               | Mumbai, Maharashtra | Sân vận động Ambedkar   | 20,000 # |
| Pailan Arrows      | Kolkata, Tây Bengal | Sân vận động Salt Lake  | 120,000  |
| Prayag United      | Kolkata, Tây Bengal | Sân vận động Salt Lake  | 120,000  |
| Pune               | Pune, Maharashtra   | Balewadi Sports Complex | 22,000   |
| Salgaocar          | Vasco da Gama, Goa  | Sân vận động Duler      | 6,000 #  |
| Shillong Lajong    | Shillong, Meghalaya | Sân vận động Nehru      | 30,000   |
| Sporting Goa       | Panjim, Goa         | Sân vận động Duler      | 6,000 #  |
| United Sikkim      | Gangtok, Sikkim     | Sân vận động Paljor     | 25,000   |

### Nhân sự và trang phục thi đấu
Ghi chú: Flags indicate national team as has been defined under FIFA eligibility rules. Players may hold more than one non-FIFA nationality.
| Đội bóng           | Huấn luyện viên  | Đội trưởng          | Nhà tài trợ áo đấu |
| ------------------ | ---------------- | ------------------- | ------------------ |
| Air India          | Naushad Moosa    | Vijith Shetty       | Air India          |
| Churchill Brothers | Mariano Dias     | Beto                | Churchill          |
| Dempo              | Armando Colaco   | Clifford Miranda    | Dempo              |
| East Bengal        | Trevor Morgan    | Sanju Pradhan       | Kingfisher         |
| Mohun Bagan        | Karim Bencherifa | Odafe Onyeka Okolie | Fila               |
| Mumbai             | Khalid Jamil     | Zohib Amiri         | TEN HD             |
| ONGC               | Santosh Kashyap  | Jatin Singh         | ONGC               |
| Pailan Arrows      | Arthur Papas     | Shouvik Ghosh       | Poto Potato Flakes |
| Prayag United      | Eelco Schattorie | Deepak Mondal       | Prayag Group       |
| Pune               | Derrick Pereira  | Pierre Douhou       | Peninsula          |
| Salgaocar          | David Booth      | Luciano Sabrosa     | Salgaocar          |
| Shillong Lajong    | Thangboi Singto  | Renedy Singh        | Aircel             |
| Sporting Goa       | Oscar Bruzon     | Matthew Gonsalves   | Models             |
| United Sikkim      | Nathan Hall      | Anwar Ali           | URO                |

### Thay đổi huấn luyện viên
| Đội bóng              | Huấn luyện viên đi     | Hình thức đi                        | Ngày trống           | Vị trí trong bảng xếp hạng | Huấn luyện viên đến  | Ngày bổ nhiệm        |
| --------------------- | ---------------------- | ----------------------------------- | -------------------- | -------------------------- | -------------------- | -------------------- |
| ONGC                  | Caetano Pinho          | Không rõ                            | 30 tháng 4 năm 2012  | Trước mùa giải             | Subrata Bhattacharya | 30 tháng 4 năm 2012  |
| Pailan Arrows         | Sujit Chakravarty      | End of tenure as interim manager    | 7 tháng 5 năm 2012   | Trước mùa giải             | Arthur Papas         | 24 tháng 5 năm 2012  |
| Mohun Bagan           | Prasanta Banerjee      | Sa thải                             | 26 tháng 5 năm 2012  | Trước mùa giải             | Santosh Kashyap      | 26 tháng 5 năm 2012  |
| Air India             | Santosh Kashyap        | Signed by Mohun Bagan               | 26 tháng 5 năm 2012  | Trước mùa giải             | Godfrey Pereira      | 3 tháng 7 năm 2012   |
| Shillong Lajong       | Pradyum Reddy          | Changed to a Head of Youth          | 8 tháng 6 năm 2012   | Trước mùa giải             | Desmond Bulpin       | 8 tháng 6 năm 2012   |
| Churchill Brothers    | Carlos Roberto Pereira | Did not renew contract              | 7 tháng 5 năm 2012   | Trước mùa giải             | Mariano Dias         | 13 tháng 7 năm 2012  |
| Mohun Bagan           | Santosh Kashyap        | Từ chức                             | 13 tháng 10 năm 2012 | thứ 11 (2 games In)        | Mridul Banerjee      | 19 tháng 10 năm 2012 |
| Salgaocar             | Karim Bencherifa       | Từ chức                             | 20 tháng 10 năm 2012 | thứ 9 (2 games In)         | Peter Vales          | 20 tháng 10 năm 2012 |
| Prayag United         | Sanjoy Sen             | Từ chức                             | 8 tháng 11 năm 2012  | thứ 5 (trong 4 trận)       | Eelco Schattorie     | 8 tháng 11 năm 2012  |
| Salgaocar             | Peter Vales            | Interem period ended                | 9 tháng 11 năm 2012  | thứ 9 (4 games In)         | David Booth          | 9 tháng 11 năm 2012  |
| United Sikkim         | Philippe De Ridder     | Changed Post to football director   | 13 tháng 11 năm 2012 | thứ 11 (trong 5 trận)      | Baichung Bhutia      | 13 tháng 11 năm 2012 |
| Mohun Bagan           | Mridul Banerjee        | Hết giai đoạn tạm quyền             | 19 tháng 11 năm 2012 | thứ 5 (trong 6 trận)       | Karim Bencherifa     | 19 tháng 11 năm 2012 |
| Sporting Clube de Goa | Ekendra Singh          | Chuyển sang Huấn luyện viên thủ môn | 3 tháng 12 năm 2012  | thứ 11 (trong 9 trận)      | Oscar Bruzon         | 3 tháng 12 năm 2012  |
| United Sikkim         | Baichung Bhutia        | Hết giai đoạn tạm quyền             | 10 tháng 12 năm 2012 | thứ 12 (trong 10 trận)     | Nathan Hall          | 10 tháng 12 năm 2012 |
| ONGC                  | Subrata Bhattacharya   | Sa thải                             | 18 tháng 12 năm 2012 | thứ 14 (trong 11 trận)     | Santosh Kashyap      | 18 tháng 12 năm 2012 |
| Air India             | Godfrey Pereira        | Từ chức                             | 27 tháng 12 năm 2012 | thứ 10 (trong 10 trận)     | Anthony Fernandes    | 30 tháng 12 năm 2012 |
| Shillong Lajong       | Desmond Bulpin         | Sa thải                             | 22 tháng 1 năm 2013  | thứ 12 (trong 16 trận)     | Thangboi Singto      | 22 tháng 1 năm 2013  |
| Air India             | Anthony Fernandes      | Hết giai đoạn tạm quyền             | 2 tháng 3 năm 2013   | thứ 12 (trong 17 trận)     | Naushad Moosa        | 2 tháng 3 năm 2013   |

### Cầu thủ nước ngoài
Số cầu thủ nước ngoài giới hạn tối đa 4 cầu thủ mỗi đội, trong đó có một cầu thủ ở quốc gia thuộc AFC. Một đội bóng có thể dùng 3 cầu thủ nước ngoài trên sân nhưng phải có một cầu thủ ở quốc gia thuộc AFC.
| Câu lạc bộ         | Cầu thủ 1                                                           | Cầu thủ 2                                                           | Cầu thủ 3                                                           | Cầu thủ châu Á                                                      |
| ------------------ | ------------------------------------------------------------------- | ------------------------------------------------------------------- | ------------------------------------------------------------------- | ------------------------------------------------------------------- |
| Air India          | Henry Ezeh                                                          | Junior Obagbemiro                                                   | Amos Omeje                                                          | Mujtaba Faiz                                                        |
| Churchill Brothers | Beto                                                                | Henry Antchouet                                                     | Lamine Tamba                                                        | Balal Arezou                                                        |
| Dempo              | Ryuji Sueoka                                                        | Johnny Menyongar                                                    | Koko Sakibo                                                         | Không có                                                            |
| East Bengal        | Chidi Edeh                                                          | Uga Okpara                                                          | Penn Orji                                                           | Andrew Barisić                                                      |
| Mohun Bagan        | Quinton Jacobs                                                      | Echezona Anyichie                                                   | Odafe Okolie                                                        | Tolgay Özbey                                                        |
| Mumbai             | Evans Quao                                                          | Yusif Yakubu                                                        | David Opara                                                         | Zohib Amiri                                                         |
| ONGC               | Eric Brown                                                          | Muritala Ali                                                        | Hassan Odeola                                                       | Katsumi Yusa                                                        |
| Pailan Arrows      | Pailan Arrows don't use foreigners as they are a Developmental Team | Pailan Arrows don't use foreigners as they are a Developmental Team | Pailan Arrows don't use foreigners as they are a Developmental Team | Pailan Arrows don't use foreigners as they are a Developmental Team |
| Prayag United      | Carlos Hernández                                                    | Ranti Martins                                                       | Bello Razaq                                                         | Kayne Vincent                                                       |
| Pune               | Pierre Douhou                                                       | Chika Wali                                                          | James Moga                                                          | Boima Karpeh                                                        |
| Salgaocar          | Josimar                                                             | Luciano Sabrosa                                                     | O. J. Obatola                                                       | John Wilkinson                                                      |
| Shillong Lajong    | Sho Kamimura                                                        | Taisuke Matsugae                                                    | Edinho Júnior                                                       | Minchol Son                                                         |
| Sporting Goa       | Ogba Kalu Nnanna                                                    | Ángel Berlanga                                                      | Juanfri                                                             | Seiya Sugishita                                                     |
| United Sikkim      | John Landa                                                          | Salau Nuruddin                                                      | Pablo Rodríguez                                                     | Steve Hayes                                                         |

## Bảng xếp hạng
Bản mẫu:I-League 2012–13 table

## Kết quả
| Nhà \ Khách[1]     | AI  | CB  | DEM | EB  | MB  | MUM | ONGC | PA  | USC | PFC | SFC | SLFC | SCG | USFC |
| Air India          |     | 0–3 | 2–1 | 0–3 | 0–1 | 4–1 | 1–2  | 1–1 | 1–4 | 0–6 | 1–1 | 1–1  | 1–1 | 3–3  |
| Churchill Brothers | 3–0 |     | 2–2 | 0–3 | 1–1 | 3–1 | 5–0  | 3–1 | 2–2 | 2–1 | 2–1 | 6–0  | 8–4 | 2–1  |
| Dempo              | 1–0 | 2–1 |     | 2–2 | 3–0 | 2–2 | 1–1  | 0–2 | 3–1 | 1–5 | 2–1 | 4–1  | 0–1 | 7–0  |
| East Bengal        | 1–1 | 0–3 | 1–1 |     | 3–0 | 2–0 | 5–0  | 3–0 | 0–1 | 1–0 | 1–0 | 0–1  | 1–1 | 6–0  |
| Mohun Bagan        | 3–2 | 0–2 | 2–1 | 0–0 |     | 3–2 | 3–1  | 2–0 | 1–2 | 1–3 | 3–0 | 2–2  | 3–1 | 0–0  |
| Mumbai             | 3–1 | 0–0 | 0–0 | 2–1 | 1–1 |     | 1–0  | 1–1 | 2–1 | 0–3 | 0–1 | 4–1  | 3–2 | 1–0  |
| ONGC               | 2–4 | 1–1 | 3–1 | 1–0 | 0–0 | 1–1 |      | 3–0 | 1–1 | 0–1 | 1–0 | 3–0  | 2–2 | 1–1  |
| Pailan Arrows      | 2–1 | 0–3 | 1–2 | 1–2 | 2–3 | 3–2 | 4–1  |     | 1–2 | 0–2 | 1–2 | 1–0  | 0–2 | 1–1  |
| United SC          | 5–1 | 1–2 | 1–0 | 2–2 | 1–1 | 2–3 | 3–1  | 4–1 |     | 2–0 | 1–1 | 2–0  | 1–3 | 10–1 |
| Pune               | 4–0 | 0–1 | 2–0 | 1–2 | 2–2 | 3–2 | 3–2  | 2–0 | 3–1 |     | 0–2 | 2–2  | 0–0 | 2–2  |
| Salgaocar          | 4–0 | 0–0 | 1–2 | 1–4 | 2–0 | 1–0 | 0–0  | 0–0 | 1–0 | 0–2 |     | 2–0  | 1–3 | 9–0  |
| Shillong Lajong    | 2–2 | 0–1 | 0–0 | 0–0 | 2–0 | 2–0 | 1–1  | 3–1 | 3–2 | 1–2 | 1–1 |      | 1–2 | 2–1  |
| Sporting Goa       | 0–1 | 1–0 | 0–5 | 0–0 | 1–5 | 2–2 | 1–1  | 0–1 | 1–2 | 1–2 | 2–0 | 0–0  |     | 2–1  |
| United Sikkim      | 5–0 | 0–0 | 1–2 | 0–1 | 0–3 | 2–2 | 0–1  | 0–0 | 0–1 | 1–2 | 3–2 | 0–0  | 0–3 |      |

Cập nhật lần cuối: 12 tháng 5 năm 2013.
Nguồn: I-League
1 ^ Đội chủ nhà được liệt kê ở cột bên tay trái.
Màu sắc: Xanh = Chủ nhà thắng; Vàng = Hòa; Đỏ = Đội khách thắng.
a nghĩa là có bài viết về trận đấu đó.

## Statistical leaders
| Thứ hạng | Cầu thủ             | Câu lạc bộ         | Bàn thắng |
| -------- | ------------------- | ------------------ | --------- |
| 1        | Ranti Martins       | Prayag United      | 26        |
| 2        | Odafe Onyeka Okolie | Mohun Bagan        | 19        |
| 3        | Chidi Edeh          | East Bengal        | 18        |
| 4        | James Moga          | Pune               | 16        |
| 5        | Henry Antchouet     | Churchill Brothers | 14        |
| 6        | Beto                | Churchill Brothers | 13        |
| 7        | Ogba Kalu Nnanna    | Sporting Goa       | 11        |
| 7        | Ryuji Sueoka        | Dempo              | 11        |
| 9        | Akram Moghrabi      | Churchill Brothers | 10        |
| 9        | Yusif Yakubu        | Mumbai             | 10        |
| 9        | Tolgay Özbey        | Mohun Bagan        | 10        |

| Thứ hạng | Cầu thủ            | Câu lạc bộ         | Bàn thắng |
| -------- | ------------------ | ------------------ | --------- |
| 1        | C.K. Vineeth       | Prayag United      | 7         |
| 2        | Joaquim Abranches  | Dempo              | 6         |
| 2        | Bineesh Balan      | Churchill Brothers | 6         |
| 2        | Francis Fernandes  | Salgaocar          | 6         |
| 5        | Peter Carvalho     | Dempo              | 5         |
| 5        | Dawson Fernandes   | Sporting Goa       | 5         |
| 5        | Arata Izumi        | Pune               | 5         |
| 5        | Jeje Lalpekhlua    | Pune               | 5         |
| 5        | Holicharan Narzary | Pailan Arrows      | 5         |
| 5        | Clifford Miranda   | Dempo              | 5         |
| 5        | Sushil Kumar Singh | Shillong Lajong    | 5         |
| 5        | Milan Singh        | Pailan Arrows      | 5         |
| 5        | Lalrindika Ralte   | East Bengal        | 5         |

### Hattricks
| Cầu thủ             | For                | Đối thủ       | Kết quả | Round | Ngày                 |
| ------------------- | ------------------ | ------------- | ------- | ----- | -------------------- |
| Ranti Martins       | Prayag United      | Air India     | 5–1     | 1     | 7 tháng 10 năm 2012  |
| Akram Moghrabi      | Churchill Brothers | ONGC          | 5–0     | 2     | 11 tháng 10 năm 2012 |
| Odafe Onyeka Okolie | Mohun Bagan        | Sporting Goa  | 3–1     | 4     | 4 tháng 11 năm 2012  |
| Ranti Martins       | Prayag United      | United Sikkim | 10–1    | 5     | 10 tháng 11 năm 2012 |
| Bineesh Balan       | Churchill Brothers | Sporting Goa  | 8–4     | 11    | 16 tháng 12 năm 2012 |
| Chidi Edeh          | East Bengal        | Salgaocar     | 4–1     | 14    | 5 tháng 1 năm 2013   |
| Koko Sakibo         | Dempo              | United Sikkim | 7–0     | 17    | 19 tháng 1 năm 2013  |
| C.K. Vineeth        | Prayag United      | Air India     | 4–1     | 19    | 2 tháng 2 năm 2013   |
| Odafe Onyeka Okolie | Mohun Bagan        | Sporting Goa  | 5–1     | 23    | 7 tháng 4 năm 2013   |
| Josimar             | Salgaocar          | United Sikkim | 9–0     | 24    | 13 tháng 4 năm 2013  |